# Heřmanského–Pudlákův syndrom
Heřmanského–Pudlákův syndrom (HPS) je vzácná genetická choroba. Je pojmenována po Františku Heřmanském a Pavlu Pudlákovi, kteří ji popsali v roce 1959.
Je při ní narušené skladování granul v krevních destičkách.[zdroj?] Projevuje se sníženou pigmentací kůže (albinismem) a poruchou srážlivosti krve, která způsobuje protahované krvácení, zvláště pak při menstruaci. Někdy vede také k poruchám zraku, plicní fibróze a nadměrnému ukládání lipofuscinu.
Heřmanského–Pudlákův syndrom je autozomálně recesivně dědičné onemocnění způsobené bialelickými mutacemi některého z genů HPS1, AP3B1, HPS3, HPS4, HPS5, HPS6, DTNBP1, BLOC1S3, BLOC1S6 a AP3D1 (viz katalog OMIM); podle toho se rozpoznává deset typů HPS (1-10). Od každého z těchto genů existuje normální funkční varianta a může zároveň existovat varianta poškozená, mutovaná. Pokud je u jedince mutovaná jen jedna kopie daného genu, je bezpříznakovým přenašečem daného onemocnění, pokud spolu mají potomka dva přenašeči mutace ve stejném genu (může jít o různé mutace, ale i o stejnou mutaci), je riziko, že dítě zdědí mutovanou kopii genu od obou rodičů 25 %. S 50% šancí zdědí jen jednu mutovanou kopii pouze od jednoho z rodičů a 25 % je šance, že zdědí od obou rodičů zdravou kopii genu.
Choroba postihuje obě pohlaví stejně pravidelně. Odhaduje se, že Heřmanského–Pudlákovým syndromem trpí asi jedna z 500 tisíc osob, v Portoriku je ale tento poměr jen 1:1800. Každý 21. ze severozápadního Portorika je nositelem poškozené varianty genu HPS1.